# Peter Berling

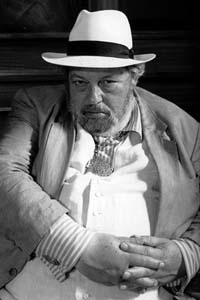
Peter Berling (1996)

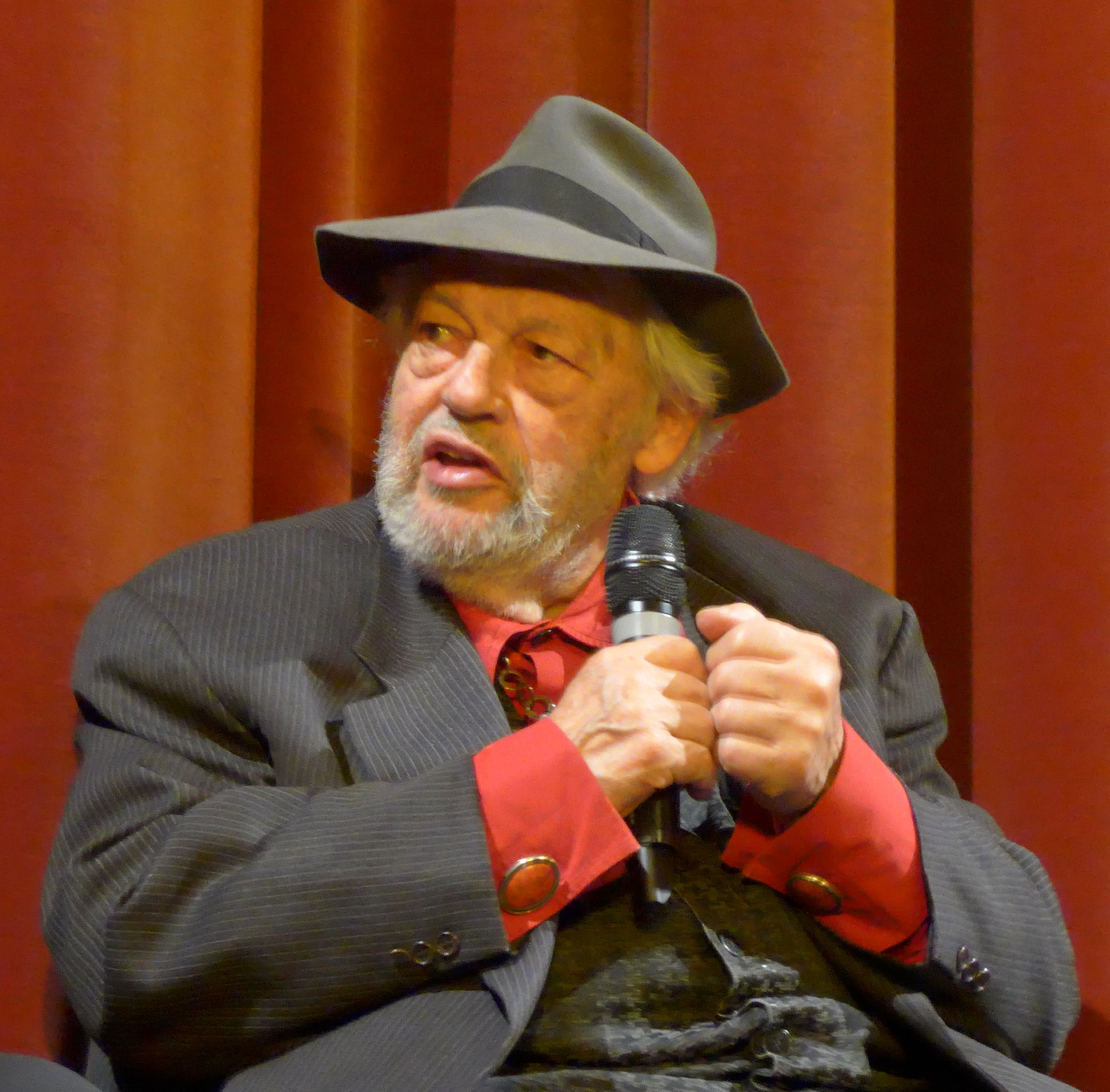
Peter Berling auf der Berlinale 2016

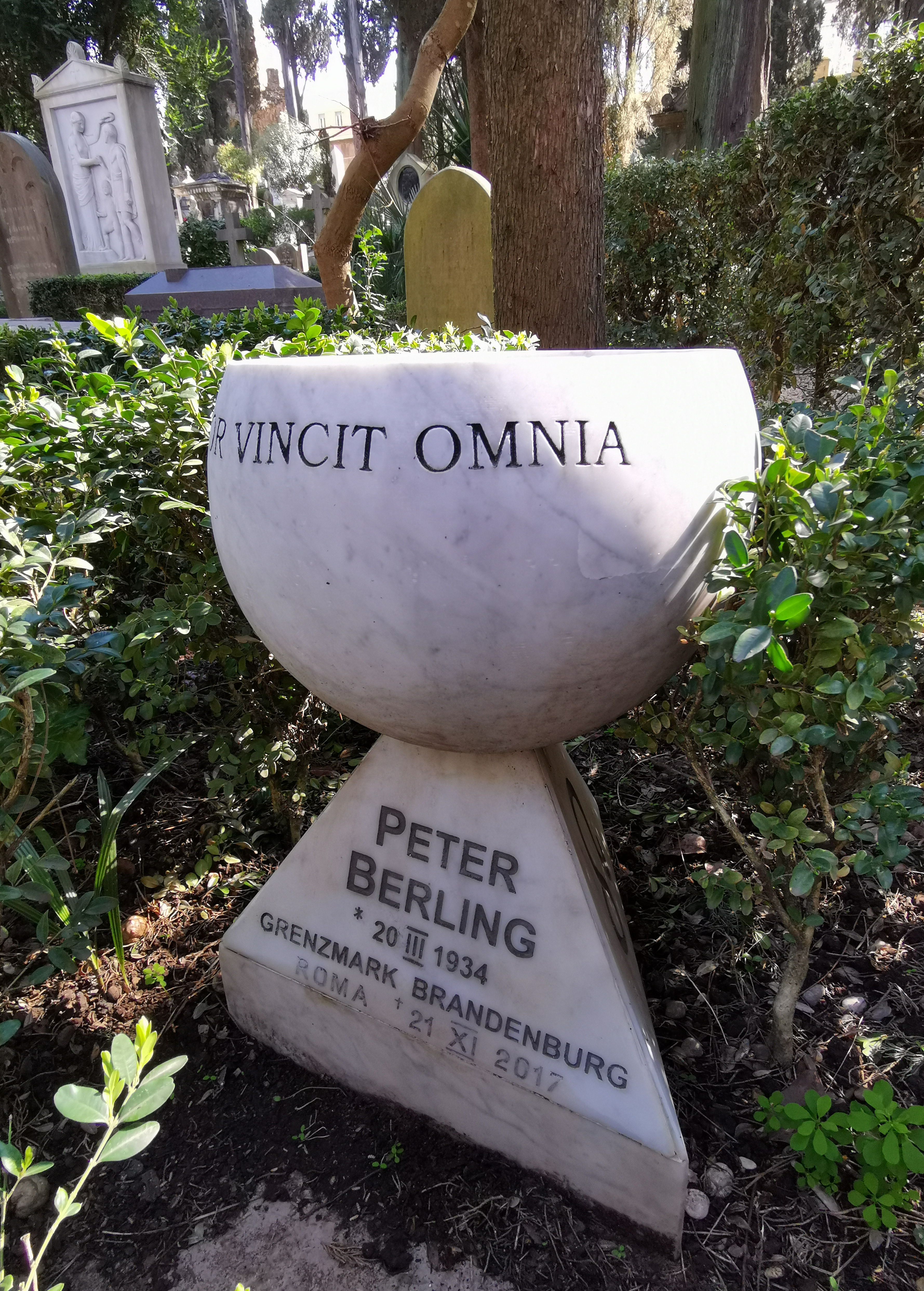
Grab auf dem Nichtkatholischen (Protestantischen) Friedhof Rom

Peter Berling (* 20. März 1934 in Meseritz-Obrawalde; † 21. November 2017 in Rom) war ein deutscher Filmproduzent, Schriftsteller und Schauspieler.

## Leben
Berling wuchs nach dem Zweiten Weltkrieg in Berlin und Osnabrück auf. Sein Vater war der Architekt Max H. Berling. Peter Berling verließ das Gymnasium ohne Abitur, absolvierte dann eine Maurerlehre und studierte anschließend am Polytechnikum ein Semester lang Architektur. Danach studierte er Grafik an der Akademie der Bildenden Künste in München; später kam er über die Werbegrafik zum Film.
Er wirkte als Darsteller in mehr als 130 Filmen mit, etwa unter der Regie von Werner Herzog, Martin Scorsese, Helmut Dietl, Jean-Jacques Annaud, Volker Schlöndorff, Liliana Cavani sowie in Filmen von Helge Schneider. Außerdem wurde er als Produzent (u. a. für Rainer Werner Fassbinder), Kritiker und Chronist bekannt. Über Fassbinder verfasste Berling die biografische Schrift Die 13 Jahre des Rainer Werner Fassbinder, in der er detailliert Leben und Arbeit des Regisseurs beschreibt. Zudem schrieb er mehrere Drehbücher bzw. arbeitete daran mit, darunter auch bei dem umstrittenen Film Spielen wir Liebe aus dem Jahr 1977. Er lebte seit 1969 im römischen Stadtteil Trastevere.
Berling trat auch im hohen Alter noch im Fernsehen auf, so beispielsweise regelmäßig in den Sendungen 10 vor 11 und Prime-Time/Spätausgabe, in denen er in verschiedene Rollen und Kostüme schlüpfte und von Alexander Kluge mit gespielter Ernsthaftigkeit befragt wurde. Erst in der Sendung erfuhr er, wer er ist und was das Thema der Sendung ist.

## Der Schriftsteller und seine Inspirationsquellen
Berling war seit Beginn der 1990er Jahre als Verfasser von im Mittelalter spielenden Romanen erfolgreich. Für einige seiner Mittelalterromane verarbeitete Berling die Verschwörungstheorie um die Prieuré de Sion, das Buch Kreuzzug gegen den Gral des SS-Offiziers und Esoterikers Otto Rahn sowie den Bericht Itinerarium Willelmi de Rubruc von Wilhelm von Rubruk über seine Reise zu den Mongolen und die Biographie Vie de Saint Louis von Jean de Joinville.

## Werke
Berlings Werke werden in erster Linie von den Verlagen Bastei Lübbe Verlag, Ullstein Verlag und Hoffmann & Campe herausgegeben.

### Gralszyklus
1. Die Kinder des Gral (1991), ISBN 3-404-12060-4
2. Das Blut der Könige (1993), ISBN 3-404-12368-9
3. Die Krone der Welt (1995), ISBN 3-404-12634-3
4. Der schwarze Kelch (1997), ISBN 3-404-14262-4
5. Der Kelim der Prinzessin (2005), ISBN 3-7857-2193-5 (neue Auflage von 2006, ISBN 3-404-15539-4)

### Vorgeschichte zum Gralszyklus
Die folgenden drei Bücher sind voneinander unabhängig, ergeben aber eine Vorgeschichte des Gralszyklus.
- Franziskus oder Das zweite Memorandum, (1990), ISBN 3-404-11956-8
- Die Ketzerin (2000), ISBN 3-404-14627-1
- Ritter zum heiligen Grab (2009), ISBN 978-3-471-79571-2

### Einzelromane
- 1994: Die Nacht von Jesi, ISBN 3-522-71690-6 (neue Auflage von 1996, ISBN 3-404-12478-2)
- 2002: Zodiak, Die Geschichte der Astrologie, ISBN 3-550-07536-7
- 2003: Das Kreuz der Kinder (Einzelroman), ISBN 3-548-25850-6
- 2007: Das Paradies der Assassinen, ISBN 3-7857-2253-2
- 2011: Hazard & Lieblos, ISBN 978-3-455-40325-1
- 2014: Der Chauffeur. Europa-Verlag, Berlin, ISBN 978-3-944305-66-0

## Filmografie (Auswahl)
- 1957: Immer wenn der Tag beginnt
- 1959: Der blaue Engel (The Blue Angel) (Regieassistenz)
- 1967: Negresco**** (Produktion)
- 1969: Liebe ist kälter als der Tod
- 1969: Detektive
- 1969: Rote Sonne
- 1970: Siegfried und das sagenhafte Liebesleben der Nibelungen
- 1971: Marschbefehl zur Hölle (Il sergente Klems)
- 1971: Whity
- 1972: Aguirre, der Zorn Gottes
- 1972: Beichtet Freunde, Halleluja kommt (Il West ti va stretto, amico… è arrivato Alleluja)
- 1972: Der Mafia-Boss – Sie töten wie Schakale (La ´mala` ordina)
- 1973: Alle für einen – Prügel für alle (Tutti per uno… botte per tutti) (auch Drehbuch-Mitarbeit)
- 1973: Die perfekte Erpressung (Revolver)
- 1974: Martha
- 1974: Es war nicht die Nachtigall
- 1975: Scaramouche, der Teufelskerl (Le avventuri e gli amori di Scaramouche)
- 1975: Triumphmarsch (Marcia trionfale)
- 1976: Sehnsucht nach Afrika
- 1976: Tote pflastern seinen Weg (Pronto ad uccidere)
- 1976: Zwei Supertypen räumen auf (I padroni della città)
- 1977: Spielen wir Liebe (Maladolescenza)
- 1978: Taugenichts
- 1979: Die Ehe der Maria Braun
- 1979: Ernesto (Ko-Drehbuch)
- 1979: Orchesterprobe (Prova d’orchestra) (Produzent)
- 1980: Theo gegen den Rest der Welt
- 1982: Fitzcarraldo
- 1984: Die zwei Leben des Mattia Pascal (Le due vite di Mattia Pascal)
- 1985: Tex und das Geheimnis der Todesgrotten (Tex e il Signore degli abissi)
- 1985: Gambit
- 1986: Ciro – Die Hundenase (Nado di cane) (Fernsehfilm)
- 1986: Kir Royal
- 1986: Der Name der Rose
- 1987: Cobra Verde
- 1988: Die letzte Versuchung Christi
- 1989: Franziskus
- 1991: Homo Faber
- 1993: Texas – Doc Snyder hält die Welt in Atem
- 1994: Satanstango (Sátántangó)
- 1995: Tykho Moon
- 1997: Praxis Dr. Hasenbein
- 2002: Gangs of New York
- 2015: Halbe Brüder

## Nachlass
Der schriftliche Nachlass von Peter Berling liegt im Literaturarchiv der Monacensia im Hildebrandhaus.